# Cunewalde
Cunewalde település Németországban, azon belül Szászország tartományban. Lakosainak száma 4537 fő (2023. december 31.). Cunewalde Kubschütz és Hochkirch községekkel határos.

## Népesség
A település népességének változása:
| Lakosok száma | 4663 | 4651 | 4586 | 4606 | 4537 |
|               | 2017 | 2019 | 2021 | 2022 | 2023 |